# Argia claussenii
Argia claussenii là một loài chuồn chuồn kim trong họ Coenagrionidae.
Argia claussenii is in 1865 voor het eerst wetenschappelijk beschreven door Selys.